# Mageskifte
At mageskifte er at bytte fast ejendom. Er der værdiforskel på dem, betaler den ene part et beløb til den anden.
Det forekommer i familier, hvor et barn ønsker at overtage deres barndomshjem, og forældrene til gengæld har brug for en mindre ejendom og overtager barnets. Det forekommer også i forbindelse med ekspropriation og offentlige anlæg.
De mest kendte mageskifter skete efter reformationen, hvor især Frederik 2. søgte at samle det spredte kirkegods i homogene geografiske enheder ved at bytte med adelen. Fx med Herluf Trolle og Birgitte Gøye.

## Ekstern henvisning
- Danske kontrakter om mageskifter i middelalderen oversat til nudansk